# Département de la Guadeloupe (1797)
Pour les articles homonymes, voir Guadeloupe (homonymie).
Le département de la Guadeloupe est un ancien département français créé sous le Directoire.
Il ne doit pas être confondu avec les actuels département et région d'outre-mer de la Guadeloupe.

## Création
Le département de la Guadeloupe est créé par la loi du 4 brumaire an VI (25 octobre 1797), contenant division du territoire des colonies occidentales.

## Territoire
Le département de la Guadeloupe recouvrait le territoire de la colonie éponyme, à savoir : La Guadeloupe, Marie-Galante, la Désirade, les Saintes, et la partie française de Saint-Martin.
Il ne comprenait pas l'île de Saint-Barthélémy.

## Subdivisions

### Subdivisions administratives
Le département de la Guadeloupe était divisé en vingt-sept cantons, à savoir : « la Capestère, les Trois-Rivières, les Saintes (terre de haut et terre de bas), le vieux fort l'Olive, la Basse-Terre, le Parc et le Matouba, le Baillif, les Habitans, Bouillante, la Pointe-Noire, les Haies, la partie française de Saint-Martin, Tricolor, le Lamentin, la Baie-Mahaut, le Petit-Bourg et la Goyave, le Port de la Liberté, comprenant la ci-devant Pointe-à-Pitre, les Abîmes et le Gosier, le Morne-à-l'Eau, Fraternité, ci-devant Sainte-Anne, Égalité, cidevant Saint-François, le Moule, comprenant le Gros-Cap, l'Anse-Bertrand, Port-Libre, ci-devant Port-Louis, le Petit-Canal, l'île de la Désirade, le grand bourg de Marie-Galante, la Capestère de Marie-Galante, le vieux fort de Marie-Galante ».

### Subdivisions judiciaires
Le tribunal civil du département de la Guadeloupe siégeait à Port-de-la-Liberté.
Les cinq tribunaux correctionnels établis dans le département siégeaient respectivement « au Port de la Liberté, à la Basse-Terre-Guadeloupe, au Moule, à Marie-Galante, à Saint-Martin ».
Leurs ressorts étaient les suivants :
- Le tribunal correctionnel de Port de la Liberté comprenait les cantons suivants : le Port de la Liberté, le Morne-à-l'Eau, le Petit-Canal, le Port-Libre, le Tricolor, le Lamentin, la Baie-Mahaut et le Petit-Bourg ;
- Le tribunal correctionnel de la Basse-Terre comprenait les cantons suivants : la Capestère, les Trois-Rivières, les Saintes, le vieux fort l'Olive, la Basse-Terre, le Baillif, les Habitans, Bouillante, la Pointe-Noire et les Haies.
- Le tribunal correctionnel du Moule comprenait les cantons suivants : l'Anse-Bertrand, le Moule, l'Égalité, la Fraternité et la Désirade ;
- Le tribunal correctionnel de Marie-Galante comprenait les trois cantons de Marie-Galante, à savoir : le Grand-Bourg, la Capestère et le Vieux-Fort.
- Le tribunal correctionnel de Saint-Martin comprenait la partie française du Saint-Martin.

## Représentation

### Liste des députés au Conseil des Cinq-Cents
| Début           | Fin              | Nom                  |
| --------------- | ---------------- | -------------------- |
| 25 octobre 1795 | 20 mai 1798      | Pierre, Joseph Lion  |
| 10 avril 1799   | 26 décembre 1799 | Jean, Victor Jastram |

## Suppression
Le département de la Guadeloupe est supprimé par la Constitution du 22 frimaire an VIII (13 décembre 1799) qui établit le Consulat.

## Rétablissement
Le département de la Guadeloupe n'est rétabli que par la loi du 19 mars 1946, dite de départementalisation, qui érige en départements les colonies de la Guadeloupe, de la Martinique, de La Réunion et de la Guyane française.